# 森千香子
森 千香子（もり ちかこ、1972年 - ）は、社会学者。専門は国際社会学、都市社会学、レイシズム研究。一橋大学大学院社会学研究科准教授を経て、同志社大学社会学部教授。渋沢・クローデル賞及び大佛次郎論壇賞受賞。

## 人物・経歴
東京表参道出身。2001年に一橋大学大学院言語社会研究科修士課程修了。国際交流基金海外専門調査員（パリ日本文化会館）を経て、2005年フランス社会科学高等研究院社会学研究科博士課程単位取得退学。2010年フランス社会科学高等研究院社会学博士（Doctorat en sociologie）。
2005年南山大学外国語学部フランス学科専任講師、2008年同准教授。2009年から10年までフランス社会科学高等研究院社会学介入センター客員研究員。2014年一橋大学大学院法学研究科法言語論部門准教授。2015年から16年までプリンストン大学移民開発研究所客員研究員。2018年一橋大学大学院社会学研究科総合社会科学専攻社会動態研究分野（国際社会学）准教授。2019年同志社大学社会学部社会学科教授。
2016年『排除と抵抗の郊外』で渋沢・クローデル賞特別賞及び大佛次郎論壇賞受賞。東京大学文学部非常勤講師、筑波大学社会学類非常勤講師、CNRS-CERIパリ政治学院アソシエイトフェロー、朝日新聞論壇委員等も務める。

## 著作

### 著書
- 『排除と抵抗の郊外 フランス〈移民〉集住地域の形成と変容』東京大学出版会 2016

### 共編著
- 『国境政策のパラドクス』エレン・ルバイ共編 勁草書房 2014
- 『ヘイト・スピーチの法的研究』金尚均編 安田浩一,中村一成,遠藤比呂通,小谷順子,櫻庭総共著 法律文化社 2014
- 『排外主義を問いなおす フランスにおける排除・差別・参加』中野裕二,エレン・ルバイ,浪岡新太郎,園山大祐共編著 勁草書房 2015

### 翻訳
- ミシェル・ヴィヴィオルカ『レイシズムの変貌 グローバル化がまねいた社会の人種化、文化の断片化』明石書店 2007
- ロイック・ヴァカン『貧困という監獄 グローバル化と刑罰国家の到来』菊池恵介共訳 新曜社 2008
- ミシェル・ヴィヴィオルカ『差異 アイデンティティと文化の政治学』宮島喬共訳 法政大学出版局 サピエンティア 2009

### 論文
- ＜森千香子